# Philadelphia Association
La Philadelphia Association est une association caritative britannique concernée par la compréhension et le soulagement de la souffrance psychique. Elle a été fondée en 1965 par le psychiatre et psychanalyste Ronald Laing, avec ses collègues psychiatres David Cooper, Joseph Berke, Aaron Esterson, l'écrivain Clancy Sigal, ainsi que John Heaton, Joan Cunnold et Sid Briskin.
Kingsley Hall, la première maison communautaire, a été fondée en 1965 (bâtiment datant de 1928).
La Philadelphia Association (PA) s'est donnée le défi d'élargir le discours concernant l'enseignement et la pratique de la psychothérapie, d'offrir des formations, et de demander un prix abordable pour bénéficier de services thérapeutiques ; elle possède deux maisons communautaires pour les personnes souhaitant la retraite.